# Huey Meaux
Huey Purvis Meaux (* 10. März 1929 in Wright, Louisiana; † 23. April 2011 in Winnie, Chambers County, Texas) war ein US-amerikanischer Musikproduzent.
Huey Meaux, der sich „Crazy Cajun“ nannte, wurde vor allem als Entdecker von Doug Sahm und Barbara Lynn bekannt. Er wuchs in Kaplan (Louisiana) auf; nach seiner Entlassung aus der US-Army und einer kurzen Friseurausbildung eröffnete er einen Laden im texanischen Winnie. Daneben arbeitete er als Radio-Discjockey, wodurch er mit dem lokalen Musikbusiness in Kontakt kam und erste Erfahrungen als Produzent sammeln konnte. Seinen Durchbruch erlebte er 1962 mit der Produktion You’ll Lose a Good Thing durch Barbara Lynn. 1963 produzierte er Talk to Me der Tex-Mex-Band Sunny and the Sunliners. Auf seinen Labels Teardrop und Copyright veröffentlichte er u. a. Aufnahmen des Sängers Rod Bernard und nahm mit Arthur Lee Maye auf. 1965 wirkte er angesichts des britischen Beat-Booms an der Gründung einer Rockband um den Singer-Songwriter Doug Sahm mit, dem Sir Douglas Quintet, dessen größter Hit She’s About a Mover war. Meaux produzierte auch den ersten Charterfolg von B. J. Thomas, die Hank-Williams-Nummer I’m So Lonesome I Could Cry. Ab Mitte der 1970er Jahre produzierte er den Tex-Mex-Musiker Freddy Fender, der mit den Songs Before the Next Teardrop Falls und Wasted Days and Wasted Nights in den Hitparaden erfolgreich war.
Ende der 1970er Jahre ließ Meauxs Erfolg nach. 1996 stürmten Polizisten sein Sugar-Hill-Studio in Houston und beschlagnahmten Hunderte von Videobändern und Fotos, die Meaux beim Sex mit Minderjährigen zeigten. Nach Verbüßung einer zehnjährigen Haftstrafe lebte er zuletzt in Winnie (Texas).